# Jaborosa integrifolia
Jaborosa Integrifolia, también conocida como flor de sapo, es una especie de planta de la familia Solanaceae endémica de Argentina, Paraguay y Uruguay.

## Distribución
En Argentina se la encuentra en las provincias de Buenos Aires, Chaco, Córdoba, Corrientes, Entre Ríos, Formosa, Santa Fe

## Descripción
Son plantas geófitas, con rizomas horizontales. Producen una hoja y una flor por nudo. Sin tallos aéreos y hojas glabras. 
Las flores son solitarias, erectas o inclinadas y de color blanco y forma de estrella.